# Цуцилів (зупинний пункт)
Цуци́лів — пасажирський залізничний зупинний пункт Івано-Франківської дирекції Львівської залізниці.
Розташований у селі Цуцилів, поблизу село Волосів, Надвірнянського району, Івано-Франківської області на лінії Івано-Франківськ — Делятин між станціями Тарновиця (5 км) та Братківці (11 км).
Станом на лютий 2019 року щодня три пари дизель-потягів прямують за напрямком Рахів/Яремче — Івано-Франківськ.